# نوول سالمون
نوول سالمون (انگلیسی: Nowell Salmon; ۲۰ فوریهٔ ۱۸۳۵ – ۱۴ فوریهٔ ۱۹۱۲) افسر نیروی دریایی پادشاهی بریتانیا بود. او به عنوان یک افسر جزء در تیپ نیروی دریایی خدمت کرد و در جریان شورش هند در محاصره لکهنو شرکت داشت. او عضو نیروی مدافع اقامتگاه بود که داوطلبانه از درختی در نزدیکی دیوار مسجد شاه نجف بالا رفت تا شاهد سقوط گلوله باشد، با وجود اینکه خودش زیر آتش بود و از ناحیه ران زخمی شده بود. او و همکارش، دریانورد ارشد جان هریسون، نشان صلیب ویکتوریا، بالاترین نشان شجاعت در مواجهه با دشمن که به نیروهای بریتانیایی و کشورهای مشترک‌المنافع به خاطر این اقدام اعطا می‌شود، را دریافت کردند.
چند سال بعد، سالمون از هندوراس بریتانیا (بلیز فعلی) اعزام شد تا ویلیام واکر، شهروند آمریکایی که مدت کوتاهی رئیس جمهور نیکاراگوئه بود، اما اکنون در تلاش برای فتوحات بیشتر در آمریکای مرکزی بود، را بازداشت کند. دولت بریتانیا واکر را تهدیدی برای امور خود در منطقه می‌دانست. سالمون واکر را دستگیر و به مقامات هندوراس تحویل داد که بلافاصله او را در دادگاه نظامی محاکمه و اعدام کردند.
سالمون بعدها فرمانده کل قوا در ایستگاه دماغه امید نیک و ساحل غربی آفریقا، سپس فرمانده کل قوا در ایستگاه چین و در نهایت فرمانده کل پورتسموث شد.